# Hamad bin Khalifa Al Thani

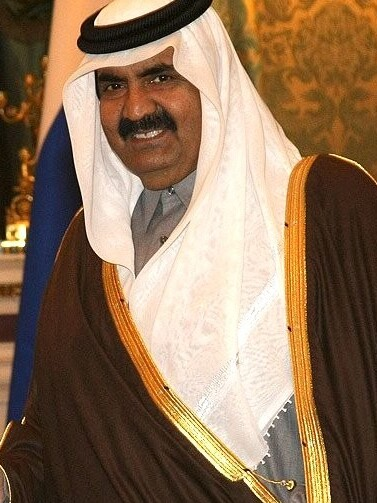
Hamad Bin Khalifa Al Thani

Hamad bin Khalifa Al Thani (àrab: حمد بن خليفة آل ثاني, Ḥamad ibn Ḫalīfa Āl Ṯānī) (Doha, Qatar, 1 de gener de 1952) és membre de la família reial de Qatar. Fou l'emir de Qatar del 27 de juny del 1995 al 25 de juny del 2013.
Hamad ocupà el poder amb un cop d'estat palatí sense sang, el 1995. Durant els seus 18 anys de govern, va incrementar la producció de gas natural fins a fer de Qatar el país amb major renda per capita del món. Va ser l'amfitrió de molts esdeveniments internacionals: els Jocs Asiàtics de 2006, la Conferència de Doha del 2012 sobre el canvi climàtic, l'Acord de Doha del 2008 entre les diverses faccions libaneses, l'Acord de Doha entre Hamas i Fatah el 2012, i es comprometé a hostatjar la Copa del Món de Futbol de 2022. Creà la Qatar Investment Authority, encarregada d'invertir arreu del món: el gratacels The Shard a Londres, el Barclays Bank, l'Aeroport de Londres-Heathrow, els grans magatzems Harrods, el Paris Saint-Germain F.C., la Volkswagen, la Siemens AG i la Royal Dutch Shell, com a operacions més destacades.
Va acollir dues bases militars dels Estats Units en el seu territori i, tanmateix, mantingué relacions estretes amb Hamas i amb Iran. Donà suport i fins i tot creà diversos moviments rebels a altres països, particularment a Líbia i a Síria durant la Primavera Àrab, mentre mantenia l'estabilitat política a l'interior. Fundà el grup de mitjans de comunicació Al Jazeera, amb el que exercí una gran influència a tot el Món Àrab. Participà en les negociacions entre els nord-americans i els Talibans. El juny del 2013, Hamad anuncià per televisió que cedia el poder al seu fill, Tamim bin Hamad Al Thani.